# 澳洲犬吻蝠属
澳洲犬吻蝠属（学名：Austronomus）为犬吻蝠科的一个属。

## 下属物种
本属包括以下物种：
- 澳洲犬吻蝠 Austronomus australis (Gray, 1839)
- 紐幾內亞犬吻蝠 Austronomus kuboriensis (McKean & Calaby, 1968)